# Zaporizzsja-Hruduvate
Zaporizzsja-Hruduvate (ukránul: Запоріжжя-Грудувате) megszűnt falu Ukrajna Dnyipropetrovszki területén. A Szerednya Tersza folyó bal partján, Andrijivka és Rozdollja települések között helyezkedett el, a Szinelnikovei járáshoz tartozott. Önálló önkormányzata nem volt, a Rozdolljai Községi Tanácshoz tartozozz. Lakossága 1985-ben 50 fő volt. Az elnéptelenedett települést 2002. megszüntették.

## Ismert emberek
Ott született Fegyir Muravcsenko gépészmérnök, az Ivcsenko-Progressz tervezőiroda vezetője 1988–2010 között.  